# Samotkan (Fluss)
Der Samotkan (ukrainisch Самоткань) ist ein 42 km langer, rechter Nebenfluss des Dnepr im Zentrum der Ukraine. Das Einzugsgebiet des Samotkan beträgt 339 km² und sein Gefälle beträgt 1,1 m/ km.
Der Fluss entspringt westlich des Dorfes Wilni Chutory (ukrainisch Вільні Хутори) nördlich von Wilnohirsk im Rajon Kamjanske in der Oblast Dnipropetrowsk und  durchfließt den Rajon zunächst Richtung Osten und ab dem Dorf Borowkiwka  vorwiegend in nordöstliche Richtung. Nach 42 Kilometern mündet er im Nordosten der Stadt Werchnjodniprowsk in den zum Kamjansker Stausee angestauten Dnepr. 